# Michael Young (koszykarz)
Michael Wayne Young (ur. 2 stycznia 1961 w Houston) – amerykański koszykarz, występujący na pozycjach rzucającego obrońcy lub niskiego skrzydłowego, po zakończeniu kariery zawodniczej trener koszykarski.
Jego syn Joseph występował na uczelniach Houston oraz Oregon. Następnie został wybrany w drafcie NBA 2015 z numerem 43 przez Indiana Pacers. Klub ten reprezentował w latach 2015–2018. Jego młodszy syn Jacob bronił barw University of Texas, a następnie Rutgers.

## Osiągnięcia

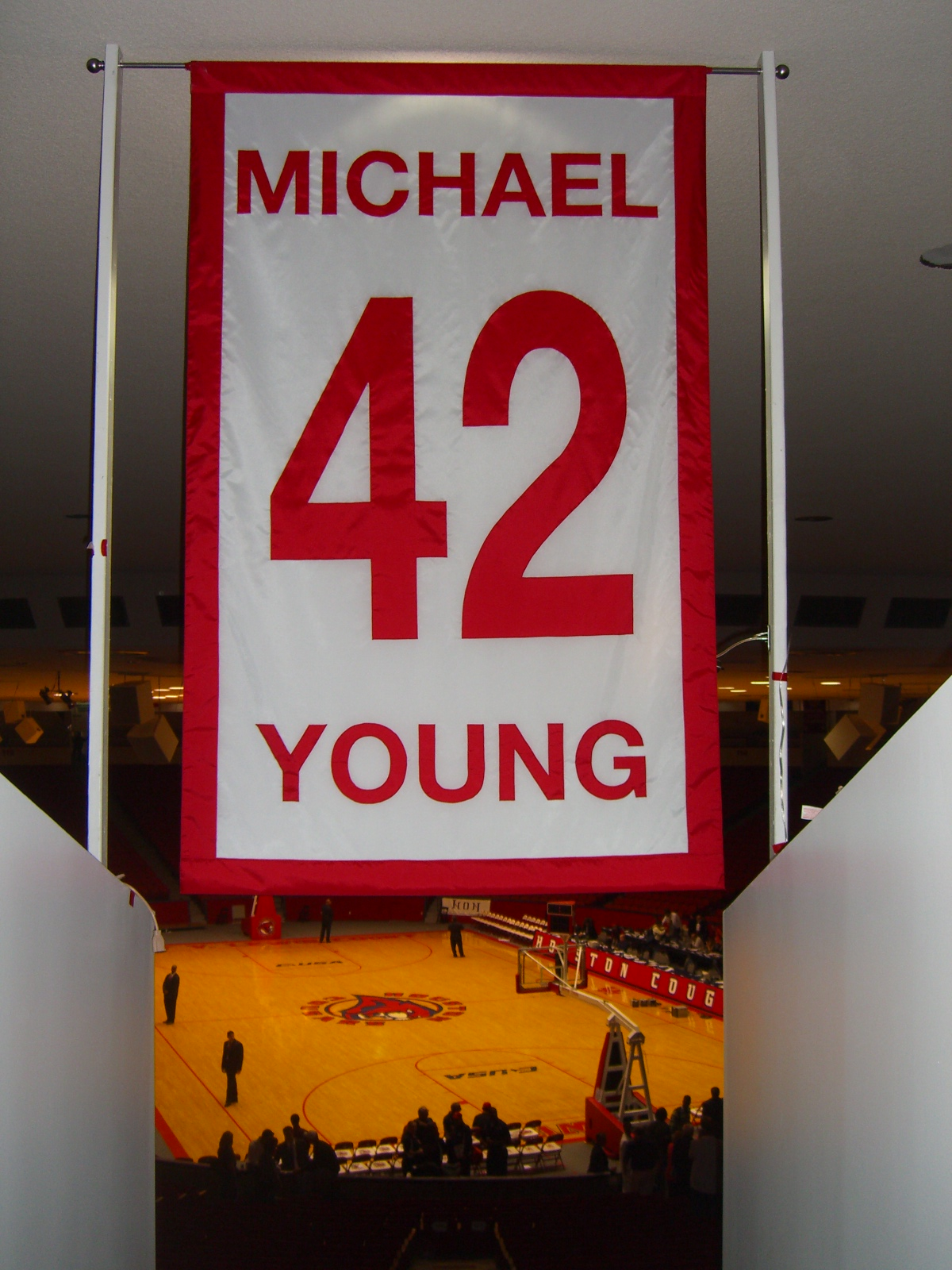
Zastrzeżony numer Younga #42 wiszący w Hofheinz Pavilion od 18 grudnia 2007.

Na podstawie, o ile nie zaznaczono inaczej.
NCAA
- Wicemistrz NCAA (1983, 1984)
- Uczestnik rozgrywek:
  - NCAA Final Four (1982–1984)
  - turnieju NCAA (1981–1984)
- Mistrz:
  - turnieju konferencji Southwest (SWC – 1981, 1983, 1984)
  - sezonu regularnego konferencji SWC (1983, 1984)
- Koszykarz Roku Konferencji Southwest (1983)
- MVP turnieju konferencji Southwest (1983)
- Zaliczony do:
  - I składu:
    - NCAA Final Four (1984 przez Associated Press)[3]
    - SWC (1983, 1984)

  - III składu All-American (1984 przez Associated Press, NABC, United Press International)
- Drużyna Houston Cougars zastrzegła należący do niego numer 42

Drużynowe
- Mistrz:
  - Euroligi (1993)
  - Francji (1993, 1994)
- Wicemistrz konferencji Open Philippine Basketball Association (1986)
- 4. miejsce:
  - w Eurolidze (1995)
  - podczas turnieju McDonald’a (1993)
- Zdobywca pucharu Francji (1994, 1995)
- Awans do najwyższej klasy rozgrywkowej włoskiej ligi A1 (1992)

Indywidualne
- MVP:
  - zagraniczny ligi francuskiej (1993, 1994)
  - ligi CBA (1986)
  - meczu gwiazd ligi hiszpańskiej (1988/1989)
- Najlepszy zagraniczny zawodnik konferencji Open ligi filipińskiej (1986)
- Uczestnik meczu gwiazd ligi:
  - ULEB (1994)
  - hiszpańskiej (1988)
  - francuskiej (1994, 1995)
  - CBA (1986)
  - włoskiej (1997)
- Lider strzelców ligi włoskiej (1991)